# Ernassa
Ernassa is een geslacht van vlinders van de familie spinneruilen (Erebidae), uit de onderfamilie Arctiinae.

## Soorten
- E. cruenta Rothschild, 1909
- E. gabriellae Travassos, 1954
- E. ignata Travassos, 1944
- E. justina Stoll, 1782
- E. sanguinolenta Cramer, 1779